# Asisat Oshoala
Asisat Lamina Oshoala (Ikorodu, 9 ottobre 1994) è una calciatrice nigeriana, attaccante del Bay FC e della nazionale nigeriana.

## Carriera

### Club
Oshoala gioca la prima parte della carriera nel campionato nigeriano femminile di calcio, inizialmente nel Robo per trasferirsi poi, nel 2013, al Rivers Angels di Port Harcourt, squadra con la quale vince la Coppa della Nigeria per due stagioni consecutive, 2013 e 2014, e il campionato 2014.
Nel 2015 coglie l'occasione per giocare per la prima volta in un campionato all'estero, trasferendosi in Europa, sottoscrivendo un accordo con le campionesse in carica del Liverpool per giocare in FA Women's Super League 1 il campionato 2015. Causa un infortunio al ginocchio Oshoala rimane lontana dai campi di gioco per due mesi, inconveniente che, assieme ai numerosi infortuni subiti da molte giocatrici in rosa, influenza negativamente la stagione della sua squadra. Il Liverpool, incapace di difendere adeguatamente il titolo, perde nove dei 14 incontri in programma, racimolando solamente 13 punti, a pari merito con il Birmingham City, terminando il campionato al settimo e penultimo posto, 5 in più del Bristol Academy che viene così retrocesso in FA Women's Super League 2. Oshoala gioca 7 incontri di campionato, debuttando in WSL 1 il 25 marzo, nell'incontro casalingo perso 2-1 con il Sunderland, andando a segno in tre occasioni, la prima siglando al 45' la rete che, il 1º aprile, apre le marcature con il Birmingham City. In quella stagione ha anche l'occasione di debuttare in UEFA Women's Champions League, in occasione dei sedicesimi di finale della stagione 2015-2016, dove gioca i due incontri con le italiane del Brescia che, superandole per 1-0 in entrambe le partite, eliminano le inglesi dal torneo.
Nel gennaio 2016 il Liverpool ha riferito che un'offerta di trasferimento da parte dell'Arsenal aveva attivato la clausola di rilascio nel contratto di Oshoala e che stava discutendo confidenzialmente con il club di Londra, sottoscrivendo infine il contratto con la sua nuova squadra nel marzo 2016. Con la nuova squadra Oshoala affronta il campionato 2016, concludendolo al terzo posto con 32 punti, frutto di 10 vittorie, 2 pareggi e 4 sconfitte, a 5 punti dal Chelsea e dalla possibilità di accedere alla UEFA Women's Champions League 2017-2018. Oshoala gioca 13 incontri di campionato siglando due reti, al Notts County e alle sue ex compagne del Liverpool.

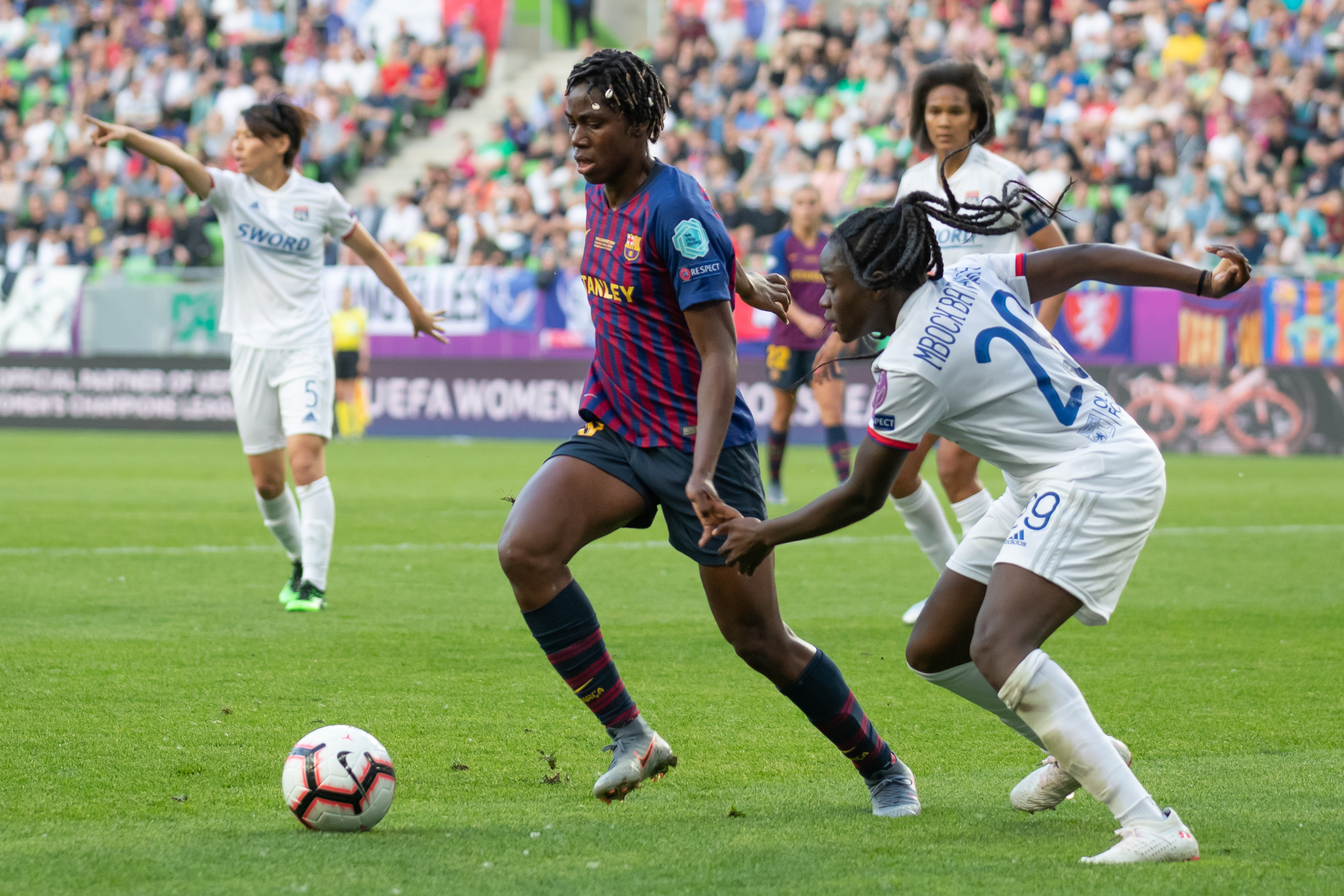
Oshoala in contrasto con Griedge Mbock Bathy dell' durante la finale di UEFA Women's Champions League 2018-2019.

Nel febbraio 2017 decide di accettare la proposta del Dalian per giocare in Chinese Women's Super League, primo livello del campionato cinese femminile di calcio, squadra con cui vince il campionato e coglie il titolo di capocannoniere del torneo con 12 reti segnate.
A campionato finito decide di far ritorno in Europa, sottoscrivendo un accordo con il Barcellona per disputare la seconda parte della stagione e formalizzando la definitiva cessione dal club cinese firmando un contratto triennale con le blaugrana. Fa il suo esordio in Primera División il 10 febbraio, nell'incontro vinto in trasferta sul Rayo Vallecano, fissando al 63', con la sua prima rete nel campionato spagnolo, il risultato sul 4-0 per il Barça. Nel corso del campionato il tecnico Lluís Cortés la impiega in sette incontri, nei quali segna complessivamente 7 reti, condividendo con le compagne la seconda posizione dietro all'Atlético Madrid. Durante la sua prima stagione in Spagna ritorna a disputare la Champions League femminile, condividendo con le compagne il percorso che vedono la sua squadra giungere fino alla finale della stagione 2018-2019 dove incontrano le detentrici del titolo dell'Olympique Lione. In quell'occasione è autrice dell'unica rete per le blaugrana che, all'89', mitiga la sconfitta fissando il risultato sul 4-1 per le campionesse francesi.
Il 1º febbraio 2024 viene annunciato il suo passaggio al Bay FC, squadra militante nella NWSL.

### Nazionale
Nel 2010, a soli 15 anni, Oshoala viene selezionata per valutare se inserirla nella rosa della nazionale nigeriana Under-20. Grazie alle sue qualità Oshoala riesce ad entrare nella squadra che dovrà partecipare all'edizione 2012 del Campionato mondiale di categoria giocata in Giappone. Con le Under-20 giocherà tutte le cinque partite che la vedranno conquistare il terzo posto nello scontro con le pari età del Giappone.
Due anni più tardi è ancora selezionata per Canada 2014, il suo secondo mondiale Under-20. Sempre presente in campo, contribuisce a far raggiungere alla Nigeria la finale, persa poi per 1-0 contro le pari età della Germania, ottenendo comunque il titolo di capocannoniere del torneo.
Nel 2011 inoltre è stata inserita nella squadra della nazionale maggiore che ha conquistato le edizioni 2012 e 2014 del Campionato africano femminile di calcio.
Selezionata dalla federazione nigeriana per partecipare al Mondiale di Canada 2015 sotto la responsabilità tecnica di Edwin Okon, Oshoala viene impiegata in tutte le tre partite giocate dalla Nigeria nella fase a gironi. Fa il suo esordio l'8 giugno 2015, al Winnipeg Stadium di Winnipeg, scendendo in campo dal primo minuto nell'incontro con la selezione svedese e siglando al 53' la rete del parziale 2-2, incontro poi terminato 3-3, conquistando l'unico punto della sua squadra nel torneo. Causa le altre due partite perse, 2-0 con l'Australia e 1-0 con gli Stati Uniti, Oshoala e compagne sono costrette ad abbandonare il mondiale.

## Statistiche

### Cronologia presenze e reti in nazionale
| Cronologia completa delle presenze e delle reti in nazionale ― Nigeria | Cronologia completa delle presenze e delle reti in nazionale ― Nigeria | Cronologia completa delle presenze e delle reti in nazionale ― Nigeria | Cronologia completa delle presenze e delle reti in nazionale ― Nigeria | Cronologia completa delle presenze e delle reti in nazionale ― Nigeria | Cronologia completa delle presenze e delle reti in nazionale ― Nigeria | Cronologia completa delle presenze e delle reti in nazionale ― Nigeria | Cronologia completa delle presenze e delle reti in nazionale ― Nigeria |
| Data                                                                   | Città                                                                  | In casa                                                                | Risultato                                                              | Ospiti                                                                 | Competizione                                                           | Reti                                                                   | Note                                                                   |
| ---------------------------------------------------------------------- | ---------------------------------------------------------------------- | ---------------------------------------------------------------------- | ---------------------------------------------------------------------- | ---------------------------------------------------------------------- | ---------------------------------------------------------------------- | ---------------------------------------------------------------------- | ---------------------------------------------------------------------- |
| 19-4-2014                                                              | Benin City                                                             | Nigeria                                                                | 1 – 0                                                                  | Camerun                                                                | Amichevole                                                             | -                                                                      |                                                                        |
| 10-10-2014                                                             | Katutura                                                               | Nigeria                                                                | 4 – 2                                                                  | Costa d'Avorio                                                         | Coppa d’Africa 2014 - 1º turno                                         | -                                                                      |                                                                        |
| 13-10-2014                                                             | Katutura                                                               | Nigeria                                                                | 6 – 0                                                                  | Zambia                                                                 | Coppa d’Africa 2014 - 1º turno                                         | 1                                                                      |                                                                        |
| 17-10-2014                                                             | Katutura                                                               | Namibia                                                                | 0 – 2                                                                  | Nigeria                                                                | Coppa d’Africa 2014 - 1º turno                                         | -                                                                      |                                                                        |
| 22-10-2014                                                             | Katutura                                                               | Nigeria                                                                | 2 – 1                                                                  | Sudafrica                                                              | Coppa d’Africa 2014 - Semifinale                                       | 2                                                                      |                                                                        |
| 25-10-2014                                                             | Katutura                                                               | Nigeria                                                                | 2 – 0                                                                  | Camerun                                                                | Coppa d’Africa 2014 - Finale                                           | 1                                                                      |                                                                        |
| 22-3-2015                                                              | Abuja                                                                  | Nigeria                                                                | 1 – 1                                                                  | Rep. del Congo                                                         | Amichevole                                                             | -                                                                      |                                                                        |
| 10-4-2015                                                              | Lagos                                                                  | Nigeria                                                                | 8 – 0                                                                  | Capo Verde                                                             | Amichevole                                                             | 2                                                                      |                                                                        |
| 9-5-2015                                                               | Maiduguri                                                              | Nigeria                                                                | 3 – 0                                                                  | Kenya                                                                  | Amichevole                                                             | 1                                                                      |                                                                        |
| 16-5-2015                                                              | Ibadan                                                                 | Nigeria                                                                | 2 – 1                                                                  | Tunisia                                                                | Amichevole                                                             | -                                                                      |                                                                        |
| 8-6-2015                                                               | Calgary                                                                | Nigeria                                                                | 3 – 3                                                                  | Svezia                                                                 | Mondiali 2015 - 1º turno                                               | 1                                                                      |                                                                        |
| 12-6-2015                                                              | Winnipeg                                                               | Australia                                                              | 2 – 0                                                                  | Nigeria                                                                | Mondiali 2015 - 1º turno                                               | -                                                                      | 83’                                                                    |
| 17-6-2015                                                              | Vancouver                                                              | Nigeria                                                                | 0 – 1                                                                  | Stati Uniti                                                            | Mondiali 2015 - 1º turno                                               | -                                                                      |                                                                        |
| 19-8-2015                                                              | Harare                                                                 | Mozambico                                                              | 1 – 5                                                                  | Nigeria                                                                | Amichevole                                                             | 1                                                                      |                                                                        |
| 24-9-2015                                                              | Lagos                                                                  | Nigeria                                                                | 3 – 0                                                                  | Tanzania                                                               | Amichevole                                                             | 2                                                                      |                                                                        |
| 28-9-2015                                                              | Kaduna                                                                 | Nigeria                                                                | 1 – 2                                                                  | Costa d'Avorio                                                         | Amichevole                                                             | -                                                                      |                                                                        |
| 4-10-2015                                                              | Brazzaville                                                            | RD del Congo                                                           | 2 – 1                                                                  | Nigeria                                                                | Amichevole                                                             | -                                                                      |                                                                        |
| 12-11-2015                                                             | Il Cairo                                                               | Egitto                                                                 | 2 – 1                                                                  | Nigeria                                                                | Amichevole                                                             | -                                                                      |                                                                        |
| 8-4-2016                                                               | Dakar                                                                  | Senegal                                                                | 1 – 1                                                                  | Nigeria                                                                | Qual. Coppa d'Africa 2016                                              | -                                                                      |                                                                        |
| 13-4-2016                                                              | Abuja                                                                  | Nigeria                                                                | 2 – 0                                                                  | Senegal                                                                | Qual. Coppa d'Africa 2016                                              | -                                                                      |                                                                        |
| 20-11-2016                                                             | Guider                                                                 | Nigeria                                                                | 6 – 0                                                                  | Mali                                                                   | Coppa d’Africa 2016 - 1º turno                                         | 3                                                                      |                                                                        |
| 23-11-2016                                                             | Limbe                                                                  | Nigeria                                                                | 1 – 1                                                                  | Ghana                                                                  | Coppa d’Africa 2016 - 1º turno                                         | 1                                                                      |                                                                        |
| 26-11-2016                                                             | Douala                                                                 | Kenya                                                                  | 0 – 4                                                                  | Nigeria                                                                | Coppa d’Africa 2016 - 1º turno                                         | 1                                                                      |                                                                        |
| 29-11-2016                                                             | Bamenda                                                                | Nigeria                                                                | 1 – 0                                                                  | Sudafrica                                                              | Coppa d’Africa 2016 - Semifinale                                       | -                                                                      |                                                                        |
| 3-12-2016                                                              | Yaoundé                                                                | Camerun                                                                | 0 – 1                                                                  | Nigeria                                                                | Coppa d’Africa 2016 - Finale                                           | -                                                                      |                                                                        |
| 15-2-2018                                                              | Lagos                                                                  | Nigeria                                                                | 1 – 0                                                                  | Tunisia                                                                | Amichevole                                                             | -                                                                      |                                                                        |
| 24-3-2018                                                              | Kano                                                                   | Nigeria                                                                | 3 – 0                                                                  | Senegal                                                                | Amichevole                                                             | 1                                                                      |                                                                        |
| 30-5-2018                                                              | Maiduguri                                                              | Nigeria                                                                | 3 – 1                                                                  | Togo                                                                   | Amichevole                                                             | 1                                                                      |                                                                        |
| 7-6-2018                                                               | Bakau                                                                  | Gambia                                                                 | 0 – 1                                                                  | Nigeria                                                                | Qual. Coppa d'Africa 2018                                              | -                                                                      |                                                                        |
| 11-6-2018                                                              | Port Harcourt                                                          | Nigeria                                                                | 6 – 0                                                                  | Gambia                                                                 | Qual. Coppa d'Africa 2018                                              | 2                                                                      | 78’                                                                    |
| 18-11-2018                                                             | Cape Coast                                                             | Nigeria                                                                | 0 – 1                                                                  | Sudafrica                                                              | Coppa d’Africa 2018 - 1º turno                                         | -                                                                      | 23’                                                                    |
| 21-11-2018                                                             | Cape Coast                                                             | Nigeria                                                                | 4 – 0                                                                  | Zambia                                                                 | Coppa d’Africa 2018 - 1º turno                                         | 1                                                                      |                                                                        |
| 24-11-2018                                                             | Cape Coast                                                             | Guinea Equatoriale                                                     | 0 – 6                                                                  | Nigeria                                                                | Coppa d’Africa 2018 - 1º turno                                         | 2                                                                      |                                                                        |
| 27-11-2018                                                             | Accra                                                                  | Camerun                                                                | 0 – 0                                                                  | Nigeria                                                                | Coppa d’Africa 2018 - Semifinale                                       | -                                                                      |                                                                        |
| 1-12-2018                                                              | Accra                                                                  | Nigeria                                                                | 0 – 0                                                                  | Sudafrica                                                              | Coppa d’Africa 2018 - Finale                                           | -                                                                      |                                                                        |
| 27-2-2019                                                              | Paralimni                                                              | Nigeria                                                                | 1 – 4                                                                  | Austria                                                                | Cyprus Cup 2019 - 1º turno                                             | 1                                                                      | 77’                                                                    |
| 1-3-2019                                                               | Larnaca                                                                | Slovacchia                                                             | 3 – 4                                                                  | Nigeria                                                                | Cyprus Cup 2019 - 1º turno                                             | 1                                                                      | 46’                                                                    |
| 4-3-2019                                                               | Nicosia                                                                | Nigeria                                                                | 0 – 1                                                                  | Belgio                                                                 | Cyprus Cup 2019 - 1º turno                                             | -                                                                      |                                                                        |
| 6-3-2019                                                               | Nicosia                                                                | Nigeria                                                                | 3 – 0                                                                  | Thailandia                                                             | Cyprus Cup 2019 - Finale 7º posto                                      | 1                                                                      |                                                                        |
| 8-6-2019                                                               | Le Havre                                                               | Norvegia                                                               | 3 – 0                                                                  | Nigeria                                                                | Mondiali 2019 - 1º turno                                               | -                                                                      |                                                                        |
| 12-6-2019                                                              | Grenoble                                                               | Nigeria                                                                | 2 – 0                                                                  | Corea del Sud                                                          | Mondiali 2019 - 1º turno                                               | 1                                                                      | 84’                                                                    |
| 18-6-2019                                                              | Rennes                                                                 | Francia                                                                | 1 – 0                                                                  | Nigeria                                                                | Mondiali 2019 - 1º turno                                               | -                                                                      | 85’                                                                    |
| 2-9-2019                                                               | Port Harcourt                                                          | Nigeria                                                                | 1 – 0                                                                  | Algeria                                                                | Qual. Olimpiadi 2020                                                   | 1                                                                      |                                                                        |
| 3-10-2019                                                              | Abidjan                                                                | Costa d'Avorio                                                         | 0 – 0                                                                  | Nigeria                                                                | Qual. Olimpiadi 2020                                                   | -                                                                      |                                                                        |
| 7-10-2019                                                              | Lagos                                                                  | Nigeria                                                                | 1 – 1                                                                  | Costa d'Avorio                                                         | Qual. Olimpiadi 2020                                                   | 1                                                                      |                                                                        |
| 19-2-2021                                                              | Smirne                                                                 | Nigeria                                                                | 1 – 0                                                                  | Inghilterra                                                            | Amichevole                                                             | -                                                                      |                                                                        |
| 23-2-2021                                                              | Kayseri                                                                | Nigeria                                                                | 9 – 0                                                                  | Guinea Equatoriale                                                     | Amichevole                                                             | 2                                                                      |                                                                        |
| 10-6-2021                                                              | Columbus                                                               | Svezia                                                                 | 1 – 0                                                                  | Nigeria                                                                | Amichevole                                                             | -                                                                      |                                                                        |
| 14-6-2021                                                              | Detroit                                                                | Portogallo                                                             | 3 – 3                                                                  | Nigeria                                                                | Amichevole                                                             | 1                                                                      |                                                                        |
| 17-6-2021                                                              | Foxborough                                                             | Stati Uniti                                                            | 2 – 0                                                                  | Nigeria                                                                | Amichevole                                                             | -                                                                      |                                                                        |
| 15-9-2021                                                              | Benin City                                                             | Nigeria                                                                | 2 – 0                                                                  | Mali                                                                   | Qual. Mondiali 2023                                                    | 1                                                                      |                                                                        |
| 21-9-2021                                                              | Lagos                                                                  | Nigeria                                                                | 2 – 4                                                                  | Sudafrica                                                              | Qual. Mondiali 2023                                                    | 1                                                                      |                                                                        |
| 6-10-2021                                                              | Ibadan                                                                 | Nigeria                                                                | 2 – 0                                                                  | Ghana                                                                  | Qual. Mondiali 2023                                                    | -                                                                      |                                                                        |
| 11-10-2021                                                             | Accra                                                                  | Ghana                                                                  | 1 – 0                                                                  | Nigeria                                                                | Qual. Mondiali 2023                                                    | -                                                                      |                                                                        |
| 4-7-2022                                                               | Rabat                                                                  | Nigeria                                                                | 1 – 2                                                                  | Sudafrica                                                              | Coppa d'Africa 2022 - 1º turno                                         | -                                                                      | 82’                                                                    |
| 7-4-2023                                                               | Adalia                                                                 | Nigeria                                                                | 2 – 1                                                                  | Haiti                                                                  | Amichevole                                                             | 1                                                                      | 70’                                                                    |
| 11-4-2023                                                              | Eskişehir                                                              | Nuova Zelanda                                                          | 0 – 3                                                                  | Nigeria                                                                | Amichevole                                                             | -                                                                      | 72’                                                                    |
| 21-7-2023                                                              | Melbourne                                                              | Nigeria                                                                | 0 – 0                                                                  | Canada                                                                 | Mondiali 2023 - 1º turno                                               | -                                                                      | 90+1’                                                                  |
| 27-7-2023                                                              | Brisbane                                                               | Australia                                                              | 2 – 3                                                                  | Nigeria                                                                | Mondiali 2023 - 1º turno                                               | 1                                                                      | 63’ 74’                                                                |
| 31-7-2023                                                              | Brisbane                                                               | Irlanda                                                                | 0 – 0                                                                  | Nigeria                                                                | Mondiali 2023 - 1º turno                                               | -                                                                      | 67’                                                                    |
| 7-8-2023                                                               | Brisbane                                                               | Inghilterra                                                            | 0 – 0                                                                  | Nigeria                                                                | Mondiali 2023 - Ottavi di finale                                       | -                                                                      | 58’                                                                    |
| 31-10-2023                                                             | Lagos                                                                  | Nigeria                                                                | 4 – 0                                                                  | Etiopia                                                                | Qual. Olimpiadi 2024                                                   | 1                                                                      |                                                                        |
| Totale                                                                 |                                                                        | Presenze                                                               | 61                                                                     |                                                                        | Reti                                                                   | 37                                                                     |                                                                        |

## Palmarès

### Club

#### Competizioni nazionali
- Campionato spagnolo: 4

Barcellona: 2019-2020, 2020-2021, 2021-2022, 2022-2023
- Campionato nigeriano: 1

Rivers Angels: 2014
- Coppa della Nigeria femminile: 2

Rivers Angels: 2013, 2014
- Supercoppa spagnola: 4

Barcellona: 2020, 2022, 2023, 2024
- Coppa della Regina: 3

Barcellona: 2019-2020, 2020-2021, 2021-2022

#### Competizioni internazionali
- UEFA Women's Champions League: 2

Barcellona: 2020-2021, 2022-2023

### Nazionale
- Coppa delle nazioni africane femminile: 3

2014, 2016, 2018

### Individuale
- Capocannoniere: 2

Mondiale Under-20 2014 (7 reti)
Coppa delle nazioni africane femminile 2016 (6 reti)
- Pallone d'oro del campionato mondiale Under-20: 1

Mondiale Under-20 2014
- Miglior giocatrice Campionato africano femminile di calcio

Nigeria: 2014
- African Women's Footballer of the Year: 6

2014, 2016, 2017, 2019, 2022, 2023